# زردالو (بالغلو)
زردالو (بالفارسية: زردالو) هي منطقة سكنية تقع في إيران في قسم بالغلو الريفي. يقدر عدد سكانها بـ 141 نسمة .